# FIB Champions Cup
FIB Champions Cup (poznat i kao Edsbyn Champions Cup) je međunarodno godišnje natjecanje za klubove u bendiju koje se održava uglavnom u rujnu u gradu Edsbyn u Švedskoj. Uglavnom sudjeluje osam klubova iz Švedske i Rusije.

## Pobjednici i drugoplasirani
| godina | pobjednik            | drugoplasirani            |
| ------ | -------------------- | ------------------------- |
| 2004.  | Vodnik (Arhangelsk)  | Edsbyns IF                |
| 2005.  | Sandvikens AIK       | SKA-Neftyanik (Habarovsk) |
| 2006.  | Dinamo (Moskva)      | Zorkij (Krasnogorsk)      |
| 2007.  | Edsbyns IF           | Zorkij (Krasnogorsk)      |
| 2008.  | Dinamo (Moskva)      | Edsbyns IF                |
| 2009.  | Dinamo (Kazanj)      | Zorkij (Krasnogorsk)      |
| 2010.  | Zorkij (Krasnogorsk) | Dinamo (Moskva)           |
| 2011.  | Zorkij (Krasnogorsk) | Bollnäs GoIF              |
| 2012.  | Zorkij (Krasnogorsk) | Edsbyns IF                |
| 2013.  | Dinamo (Moskva)      | Edsbyns IF                |
| 2014.  | Bollnäs GoIF         | Dinamo (Moskva)           |
| 2015.  | Dinamo (Moskva)      | Zorkij (Krasnogorsk)      |

## Poveznice
- stranice natjecanja
- Svjetski kup u bendiju
- Europski kup u bendiju
- Eliteserien (bendi)